# Mit Liebe
Mit Liebe ist ein Kundenmagazin der EDEKA Verlagsgesellschaft. Mit Liebe erscheint zweimonatlich und wird in Edeka-Läden kostenlos angeboten.
Anfangs trug das Magazin den Zusatz kreativ kochen, entspannt leben, nun den Zusatz Das Genussmagazin. 

## Inhalt
Neben Werbung werden hauptsächlich  Rezepte und Menüvorschläge, die auf die Jahreszeiten abgestimmt sind, besprochen. Dazu kommen Haushaltstipps, Produktempfehlungen und Reportagen. Mit Liebe erschien erstmals 2007 mit einem Umfang von 52 Seiten und einem dreimonatigen Rhythmus. Ende 2018 hatte es einen Umfang von fast 150 Seiten und erscheint zweimonatlich. 2019 wurde das Heft im Hinblick auf das Layout  erneut überarbeitet. Zusätzlich kamen 12 Extraseiten zu Lifestyle-Themen mit eigenem Cover als Heft-in-Heft hinzu.
Chefredakteur ist seit 2012 Nico Schiller, der vorher bei Mars Incorporated arbeitete.

## Bedeutung
Nach Auswertung durch die Allensbacher Markt- und Werbeträger-Analyse ist das Heft mit einer Reichweite von 3,47 Millionen Lesern seit 2018 das reichweitenstärkste Heft in der Kategorie „Food“. Nach eigenen Angaben ist Mit Liebe außerdem Deutschlands größte Kochzeitschrift.